# Plan Zachód

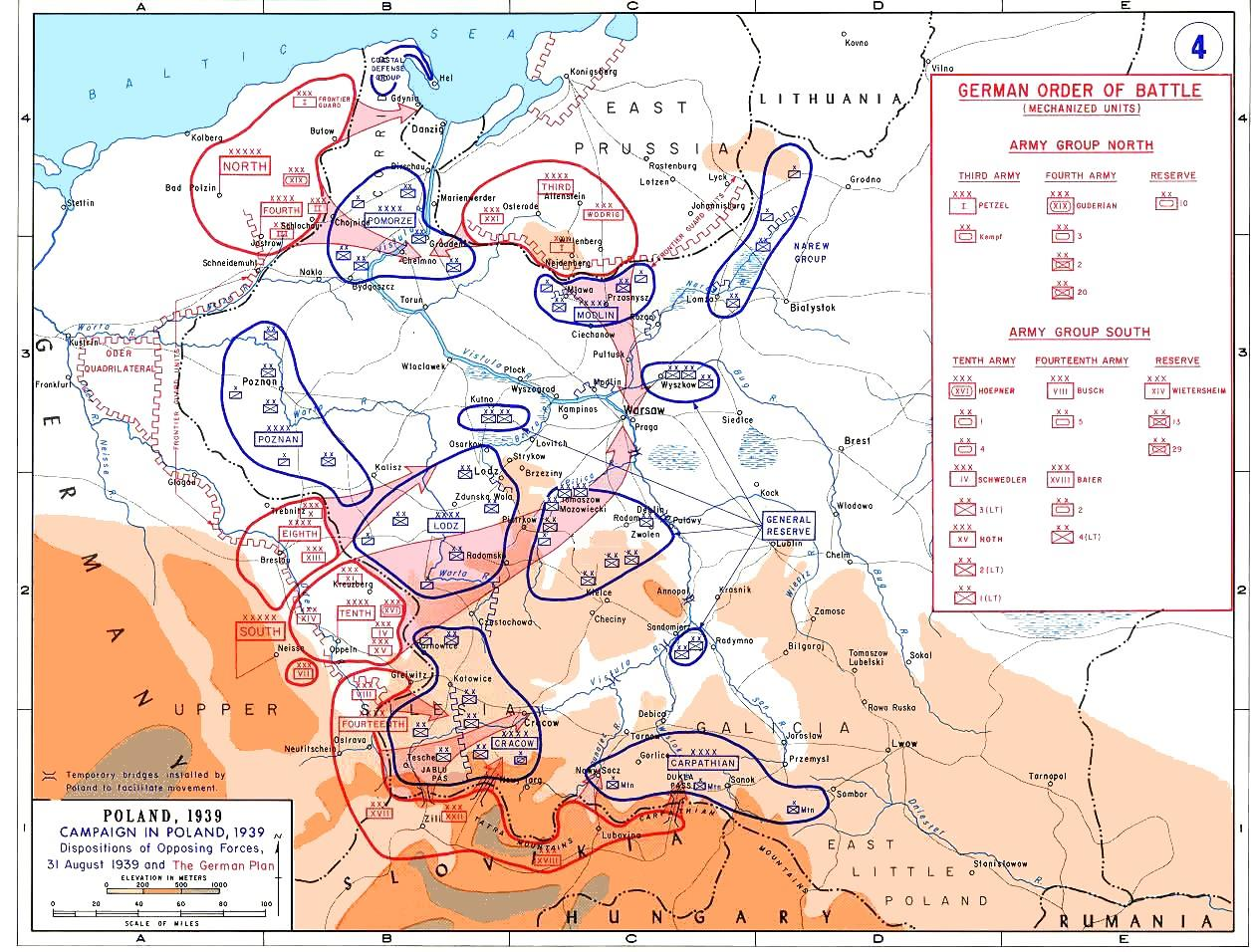
Dispoziția forțelor poloneze și germane pe 31 august 1939 – conform planurilor germane

Plan Zachód (Planul Vest) a fost un plan militar de operațiuni al forțelor armate  ale celei de-a doua Republici Poloneze pentru apărarea împotriva unei invazii a Germaniei Naziste. Acest plan a fost conceput în anii 1930. 

## Cadrul istoric
În perioada în care Józef Piłsudski a fost conducătorul de necontestat al Poloniei, planurile de apărare ale țării s-au concentrat pe evitarea unui conflict accidental care să ducă la un război cu vecinul din răsărit – Uniunea Sovietică. Doar după moartea lui Piłsudski în 1935, liderii polonezi au reevaluat situația și au decis că planul pentru respingerea unei eventuale invazii germane, datând din deceniul al doilea, (Planul „S””), era depășit și trebuia revizuit. Cu toate acestea, până în 1938, un eventual război în răsărit a fost considerat în continuare amenințarea principală la securitatea Poloniei, majoritatea fortificațiilor fiind construite la granița sovieto-poloneză.

## Planul Vest
Prima versiune a planului considera că Germania va ataca din Pomerania pe direcția capitalei Varșovia, atacul principal urmând să fie sprijinit de operațiuni militare declanșate din Silezia și Prusia. Acestea din urmă ar fi trebuit, după aprecierile planificatorilor militari polonezi, să asigure legătura prin Coridorul polonez dintre Pomerania germană și Prusia. După ce Germania a anexat părți ale Cehoslovaciei (Sudetenland), strategii polonezi au revizuit planul, considerând că principala amenințare va veni din Silezia, prin Piotrków și Łódź spre Varșovia și Cracovia. Militarii polonezi au prevăzut corect direcțiile atacului german cu o singură excepție: cea a unui atac de flanc spre est din Prusia și Slovacia. Aceast atac era considerat unul de maximă prioritate de către strategii germani (Planul Alb).
Au existat două puncte de vedere asupra posibilităților de apărare. Cel militar prevedea o retragere spre est și sud și apărarea pe o linie întărită mai scurtă, care urma în mare parte cursul râurilor importante ale țării. Politicienii doreau o apărare de-a lungul frontierelor. În cele din urmă a prevalat punctul de vedere al politicienilor, care luau în considerație și posibilitatea ca, în cazul retragerii armatei poloneze spre est și sud, Germania să se mulțumească cu anexarea unor teritorii (Orașul Liber Danzig, Coridorul polonez și Silezia), după care să forțeze semnarea unui acord de pace. În luarea acestei decizii a contat și faptul că regiuniile vestice erau cele mai dens populate, aici aflându-se principalele centre industriale, acestea fiind deci cele mai importante pentru efortul de război polonez.
Chiar și în condițiile în care se luase decizia defensivei de-a lungul frontierelor, dat fiind faptul că Polonia era încercuită pe trei părți de Germania, s-a luat hotărârea ca, încă de la începutul unui eventual conflict, unele regiuni să fie abandonate, ele fiind practic de neapărat. Era cazul Pomeraniei și Poznańului. Zona litoralului trebuia apărată cât mai mult posibil, iar distrugătoarele marinei militare poloneze (Burza, Błyskawica și Grom) urmau să fie evacuate în Regatul Unit. Submarinele poloneze trebuiau să atace vasele invaziei amfibii germane din Marea Baltică. Linia defensivă principală urma să fie formată în regiunile pădurea Augustów – râul Biebrza – râul Narew– fluviul Vistula (și orașele Modlin, Toruń, Bydgoszcz) – lacurile Inowrocław – râul Warta – râul Widawka – Częstochowa – fortificațiile din Silezia– orașul Bielsko-Biała – orașul Żywiec – nodul feroviar de la Chabówka - Nowy Sącz. A doua linie defensivă pornea din pădurea Augustów – râul Biebrza– râul Narew– râul Bug– Vistula – râul Dunajec. Cea de-a treia linie defensivă urma să fie în apropierea granițelor României, unde trupele aflate în retragere trebuia să reziste cât mai mult posibil în zona așa-numitului „cap de pod român”.
Planul presupunea ca Uniunea Sovietică să rămână neutră, o allianță sovieto-nazistă părându-le imposibilă polonezilor. Planul lua în considerație că Lituania ar fi putut ataca Polonia pentru ocuparea Vilniusului, oraș disputat de cele două țări. O mică unitate de elită a trupelor de grăniceri a primit sarcina să apere regiunea.
Planul pleca de la premiza că forțele poloneze aveau să fie capabile să reziste câteva luni, dar datorită superiorității numerice și tehnice vor fi obligate să se retragă luptând până când, datorită presiunii exercitate de aliații occidentali ai Poloniei (Franța și Regatul Unit), germanii vor fi obligați să mute efective importante în apus, permițând polonezilor să lanseze o contraofensivă.

## Aprecieri critice
Planul prevăzuse corect efectivele, localizarea acestora și direcțiile de atac ale inamicului. În momentul în care a fost declanșat atacul german, linia a doua defenisivă nu fusese definită complet și nu fusese executat niciun exercițiu militar legat de aceasta. De asemenea, nu fuseseră rezolvate unele probleme precum cele legate de comunicații sau aprovizionare.
În momentul declanșării atacului german pe 1 septembrie 1939, forțele poloneze au suferit o înfrângere rapidă în Bătălia frontierelor, exact așa cum prevăzuseră criticii Planului Vest. La înfrângerea rapidă a Poloniei (6 octombrie 1939) au contribuit și alți factori precum neînțelegerea noii strategii mobile germane (blitzkrieg), supraestimarea mobilității propriilor trupe, atacul sovietic și lipsa unui ajutor corespunzător din partea aliaților occidentali.

## Resurse internet
- pl  Plan "Zachód" Arhivat în 10 octombrie 2015, la Wayback Machine.